# 張農林

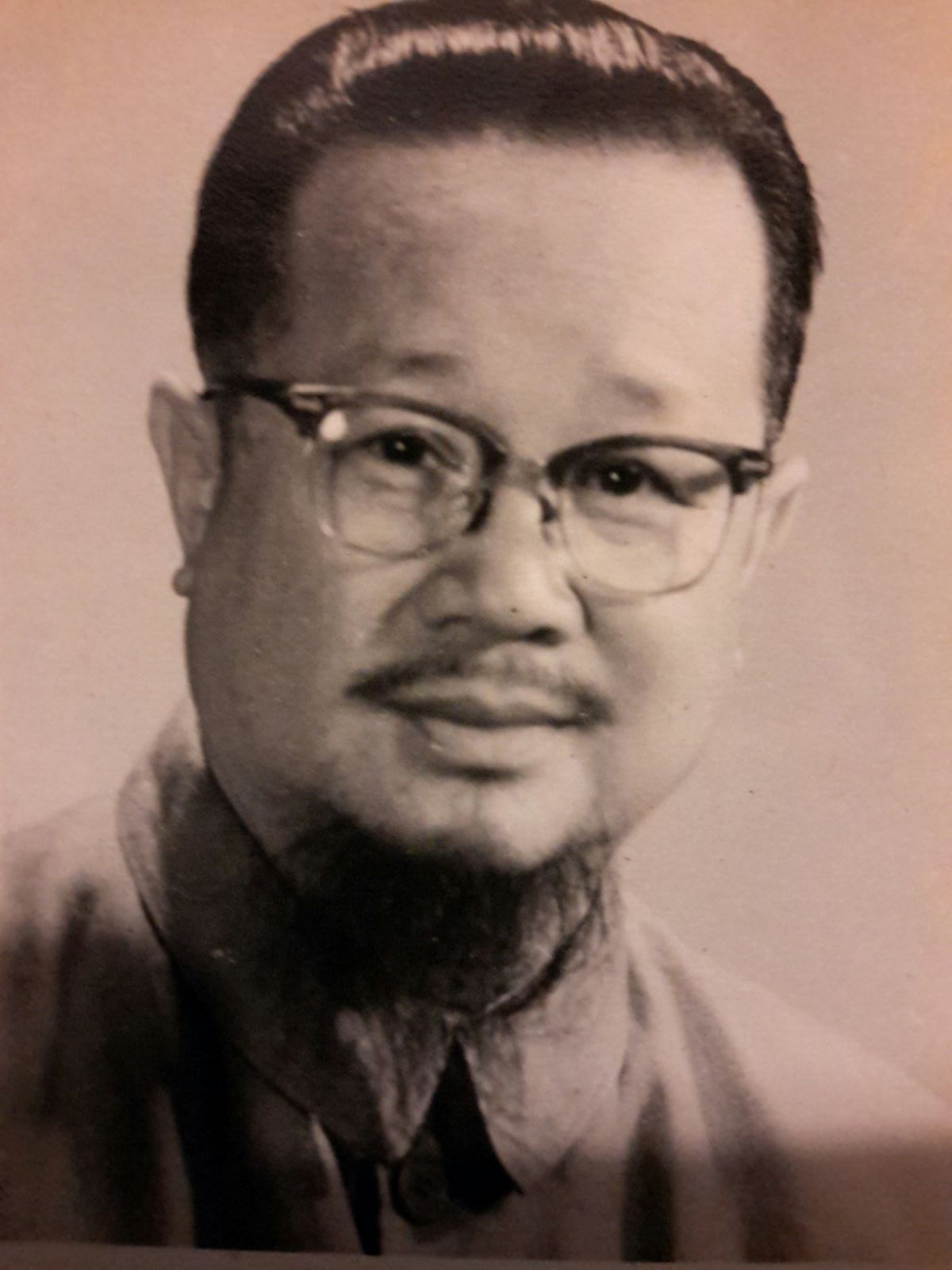
張農林

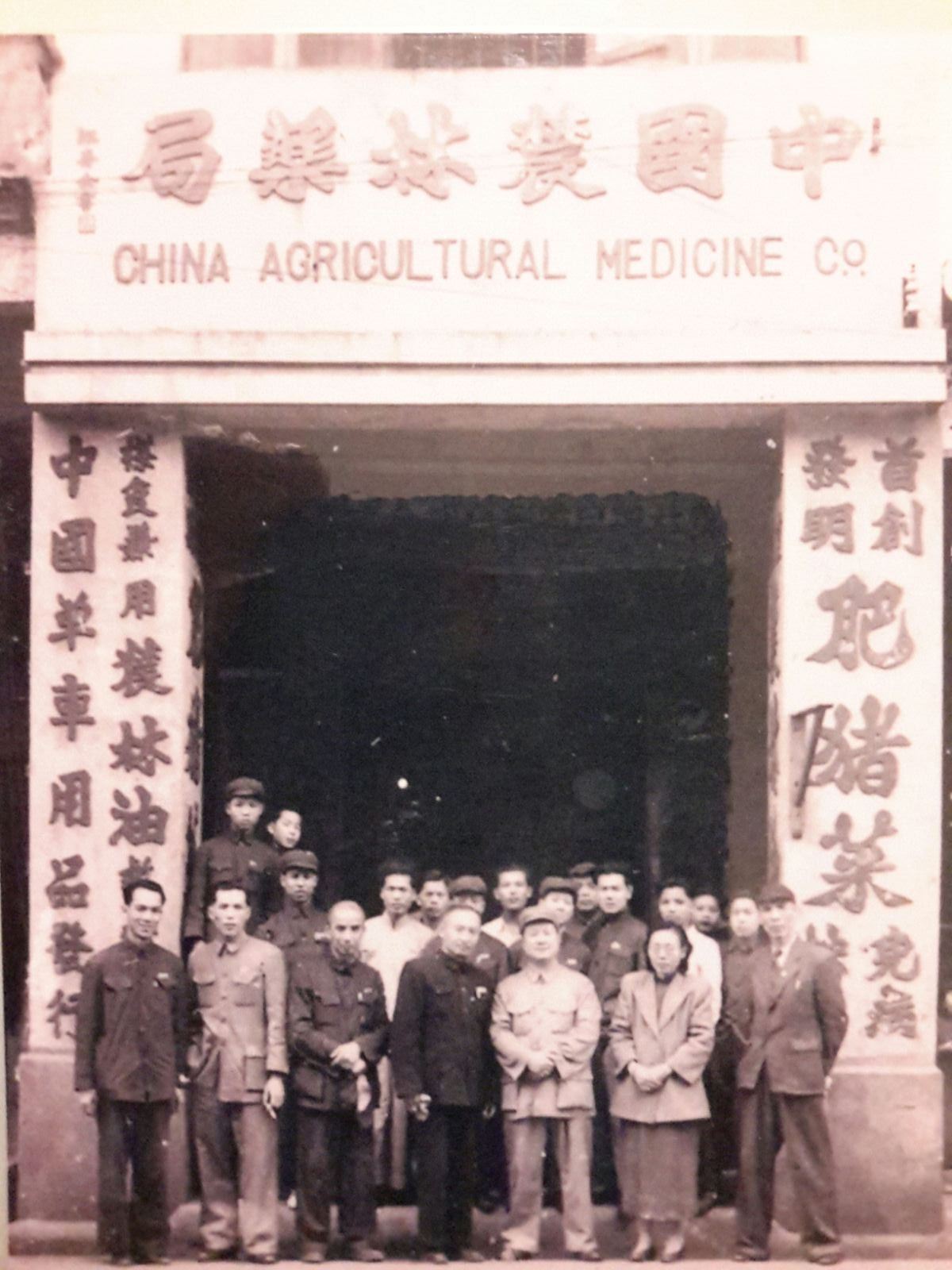
中國農林藥局

張農林(1910年12月9日－1964年7月13日)，又名張本灼，法號寬林居士，中國近代獸醫藥家。祖籍福建省南靖縣，出生廣東省廣州市，父張家祺為清代修築粵漢鐵路督辦官員。
1934年，张農林在香港創辦「张農林藥社」，研製廣東最早的中獸藥肥豬菜（又稱豬胃薬、豬胃散）和雞胃散。1940年代，張農林在香港成立「中國農林藥局」，主要生產供禽畜食用的抗病防病藥物，致力於農業發展，製造的肥豬菜於省、港、澳、新加坡、馬來亞、越南、曼谷、臺灣等地行銷。至1950年代，張農林把香港的資金資本全數轉回內地接受公私合營管理，是廣州市人民政府的高級統戰對象之一。1951年张農林藥社遷廣州，1956年张農林藥社改為公私合營廣州利農藥廠，並帶起了1960年代初期推廣使用中草藥的熱潮。廣東省中獸醫委員會的《廣東中獸醫史》有所提及。張農林於1964年去世，時任廣州市政協委員、廣州市工商聯副主席兼執行委員、廣州市利農藥廠資方副廠長。
張農林為清道光奉政大夫張澄江後人，合葬於廣州市白雲山黃龍崗張澄江墓，2006年正式納入廣州市保護文物名單。
1. ↑  广东最早的兽药生产，是在民国23年（1934年），张农林在香港创办张农林药社，生产猪胃药（后改称肥猪菜）和鸡胃散。1951年张农林药社迁广州，除生产猪胃药和鸡胃散外，还生产猪积散。1956年张农林药社改为公私合营广州利农药厂。http://blog.sina.com.cn/s/blog_71ae008c01012cn5.html （页面存档备份，存于） 广东中兽医史
2. ↑  位于黄龙岗的一座清代大墓，墓主张澄江曾被授“奉政大夫”头衔。墓前两根顶端饰以石狮的华表，近400平方米的占地面积，表明了他的显赫身份。难得的是，这座二级护岭，下带月池的灰砂山手墓保存完好，而且显然经过后人的精心照管，相当整洁。从墓碑中还可以得知，这是张家五代人的合葬墓。 http://%5Bhttp （页面存档备份，存于）://www.southcn.com/news/gdnews/yingxiang/shehui/200611210686.htm （页面存档备份，存于） 白云山有价值古墓不受清坟影响 2006-11-21 广州日报网络版